# Narorská jaderná elektrárna
Narorská jaderná elektrárna (anglicky Narora Atomic Power Station) je provozní jadernou elektrárnou v Indii. Nachází se poblíž vesnice Narora ve svazovém státě Uttarpradéš. Disponuje dvěma těžkovodními jadernými reaktory IPHWR-220. o hrubém výkonu 220 MW každý. Celkový hrubý výkon elektrárny je 440 MW. Projekt elektrárny se setkal s mnohaletým zdržením v důsledku pomalé dodávky klíčových komponent.

## Historie a technické informace

### Počátky
Na konci 60. let indická vláda oznámila, že v pátém pětiletém plánu z roku 1969 nepostaví žádné další jaderné elektrárny kromě Tárápuru, Rádžasthánu a Madrasu. Překvapivě však bylo v roce 1970 rozhodnuto o výstavbě jaderné elektrárny o výkonu 400 MW v severní Indii pro tehdy jen místy budovanou rozvodnou síť. Ve prospěch tohoto nového projektu měla být výstavba Madrasu odložena. Výstavba čtvrté jaderné elektrárny v Indii byla schválena vládou svazového státu Uttarpradéš v Naroře na řece Ganga v roce 1972. Elektrárna byla plánována se dvěma 200 MW těžkovodními reaktory, které měly být v provozu do roku 1980. Stavba byla schválena unijním kabinetem ministrů 13. prosince 1973. Nákup pozemku se však ukázal jako obtížný, stejně jako skutečnost, že množství vody potřebné pro původní projekt bylo příliš velké, a proto bylo nutné provést přeprojektování a systém původně plánovaný se čtyřmi chladicími věžemi byl posléze postaven se dvěma. Kvůli problémům s financováním a zastavením dodávek vybavení z Kanady se však již nepočítalo s uvedením do provozu do roku 1980. Přípravné práce byly dokončeny do roku 1976.

### Výstavba
První blok zahájil výstavbu 1. prosince 1976, druhý blok následoval 1. listopadu 1977. Model reaktoru je indická lokalizovaná a standardizovaná varianta kanadského CANDU-200 s názvem IPHWR-220 o hrubém výkonu 220 MW a čistém výkonu 202 MW. Narora byla proto považována za zkušební místo pro tento model reaktoru. Ten byl v roce 1979 zvolen jako model reaktoru pro elektrárnu Kakrapar. Dvě budovy reaktoru a turbínová hala byly dokončeny do června 1984. Kvůli zpožděním s výstavbou občanské vybavenosti začaly montážní práce příliš pozdě. Kvůli pozdní dodávce parogenerátorů se stavební práce značně zdržely. Pozdní dodání hlavních a klíčových komponent bylo hlavním důvodem, proč výstavba trvala tak dlouho.

### Uvedení do provozu
Původně se v roce 1972 plánovalo, že oba bloky budou uvedeny do provozu do roku 1980. Kvůli zpoždění ve výstavbě ostatních jaderných elektráren v roce 1974 bylo uvedení do provozu odloženo na roky 1985 a 1986. V roce 1979 byly harmonogramy posunuty zpět na roky 1984 a 1985 kvůli rychlému postupu. V roce 1984 se očekávalo, že bude elektrárna uvedena do provozu v letech 1987 a 1988. První blok byl připojen k síti 29. července 1989 a druhý blok 5. ledna 1992. Uvedení do komerčního provozu následovalo 1. ledna 1991 pro blok jedna a 1: července 1992 pro blok dva. V prvních letech pracovaly reaktory na snížený výkon kvůli nestabilní síti a poruchám v ní.
Dne 31. března 1993 došlo v prvním bloku k velkému incidentu, kdy se v 3:31 ráno v důsledku mechanického namáhání utrhly dvě lopatky rotoru turbíny. Tyto dvě lopatky poškodily 16 dalších lopatek, což mělo za následek velmi silné vibrace turbosoustrojí v důsledku nevyváženosti. Vibrace způsobily prasknutí chladicího potrubí vodíkem chlazeného generátoru. Došlo tak odpojení elektrárny od sítě. Vodík se vznítil a způsobil požár v turbínové hale. Spaliny byly distribuovány ventilačním systémem do obou reaktorových bloků. Díky rychlé reakci personálu byly oba bloky rychle odstaveny a byl zapnut systém havarijního chlazení pro rychlé ochlazení aktivních zón reaktorů. Krátce po výpadku elektrárny začal personál šplhat po budovách reaktorů s baterkami, aby ručně otevřel ventily, které přivádějí vodu s borem do reaktorů. Incident byl hodnocen stupněm 3 na stupnici INES. Teprve po 21měsíční odstávce mohl 1. blok 6. ledna 1995 přejít zpět do provozu. V rámci odstávky byly vyměněny kabely za špatně hořlavé izolované kabely.
Dne 4. dubna 2011 zasáhlo severní část Indie zemětřesení o síle 5,7 stupně RŠ. Epicentrum se nacházelo 450 km od elektrárny. Nedošlo ke škodám a oba bloky pokračovaly v normálním provozu, nicméně na pozadí událostí v elektrárně Fukušima I. v Japonsku způsobil incident paniku místního obyvatelstva.

## Informace o reaktorech
| Reaktor  | Typ reaktoru | Výkon  | Výkon  | Zahájení výstavby | Připojení k síti | Uvedení do provozu | Uzavření |
| Reaktor  | Typ reaktoru | Čistý  | Hrubý  | Zahájení výstavby | Připojení k síti | Uvedení do provozu | Uzavření |
| -------- | ------------ | ------ | ------ | ----------------- | ---------------- | ------------------ | -------- |
| Narora-1 | IPHWR        | 202 MW | 220 MW | 1. 12. 1976       | 29. 7. 1989      | 1. 1. 1991         |          |
| Narora-2 | IPHWR        | 202 MW | 220 MW | 1. 11. 1977       | 5. 1. 1992       | 1. 7. 1992         |          |